# نهر مايبو
نهر مايبو هو النهر الرئيسي الذي يتدفق عبر منطقة سانتياغو الحضرية وإقليم فالبارايسو في تشيلي . يقع جنوب العاصمة سانتياغو، ويعد نهر مابوتشو الذي يتدفق في وسط سانتياغو هو أحد روافده ، تقع منابعه على المنحدر الغربي لبركان مايبو في جبال الأنديز، يُعد نهر مايبو المصدر الرئيسي للري ومياه الشرب في المنطقة. 

## مساره
في مجراه العلوي، يجري النهر كسيل متدفق عبر جبال الأنديز. وهنا، يستقبل ثلاثة روافد رئيسية: نهر إل فولكان ، ونهر ييسو ، ونهر كولورادو .
بعد مغادرة جبال الأنديز، يتدفق نهر مايبو عبر الوادي الذي يحمل اسمه، والذي يُعد أحد أهم مناطق إنتاج النبيذ في تشيلي. يقطع نهر مايبو مسافة 250 كم (160 ميلاً) قبل أن يصب في المحيط الهادئ، بالقرب من بلدة لوليو، جنوب ميناء سان أنطونيو .